# Apanteles soikai
Apanteles soikai är en stekelart som beskrevs av Nixon 1972. Apanteles soikai ingår i släktet Apanteles och familjen bracksteklar. Inga underarter finns listade i Catalogue of Life.